# Lorenz Konzett
Lorenz Emil Konzett (* 4. Februar 1907 in Bludenz; † 23. April 1983 in Feldkirch) war ein  österreichischer Politiker (ÖVP) und Direktor der Vorarlberger Handelskammer. Er war von 1964 bis 1969 Abgeordneter zum Vorarlberger Landtag.

## Ausbildung und Beruf
Konzett besuchte nach fünf Jahren Volksschule in Bludenz ein Jahr lang die Bürgerschule Bludenz und wechselte 1919 an das Gymnasium Feldkirch, an dem er 1927 die Matura ablegte. Er studierte im Anschluss von 1927 bis 1932 Rechtswissenschaften an den Universitäten Graz, Wien und Innsbruck und promovierte am 13. Februar 1932 an der Universität Innsbruck zum Dr. jur.
Beruflich war Konzett ab 1930 als Sekretär des christlich-sozialen Volksvereins für Vorarlberg beschäftigt, zwischen 1932 und 1933 arbeitete er aks Redakteur beim „Vorarlberger Volksblatt“ und den „Vorarlberger Landesstimmen“. Er stieg im Mai 1933 zum Leiter der Christlichen Pressezentrale in Wien auf und wechselte im Mai 1934 auf den Posten des Geschäftsführers der „Vaterländischen Front“ in Bregenz. Ab Juni 1935 war Konzett als Sekretär des Landesgewerbeverbandes Vorarlberg tätig, gleichzeitig war er Schriftleiter des Standesblattes „Vorarlberger Gewerbe“. Von beiden Posten wurde er nach der Machtübernahme der Nationalsozialisten enthoben. Er war in der Folge lange Zeit beschäftigungslos und war kurzfristig beim Caritasverband Feldkirch und der Apostolischen Administratur in Innsbruck tätig. im Februar 1940 wurde er Leiter der Rechts- und Finanzierungsabteilung der VOGEWOSI, danach war er von Jänner 1942 bis März 1943 als Syndikus des Verbandes Donauländischer Wohnungsunternehmungen in Wien beschäftigt. Er wurde im März 1943 zum Kriegsdienst im Zweiten Weltkrieg eingezogen, geriet im September 1944 in amerikanische Kriegsgefangenschaft und kehrte aus dieser erst im März 1946 zurück. Nach seiner Rückkehr aus dem Krieg arbeitete er von 1946 bis 1972 als Kammeramtsdirektor der Vorarlberger Handelskammer. 

## Politik und Funktionen
Konzett war in der Zwischenkriegszeit im Cartellverband aktiv und Mitglied der CV-Mittelschulverbindung „Clunia“, Mitglied der ÖCV-Verbindung „Carolina Graz“ und Mitglied der ÖCV-Verbindung „Alpenland Wien“. Des Weiteren engagierte er sich ab 1930 als Landessekretär des christlich-sozialen Volksvereins und war von 1934 bis 1937 Leiter der Kinderferienaktion. Nach dem „Anschluss“ wurde er vom 12. März bis 30. April 1938 aus politischen Gründen in Bregenz inhaftiert. 
Nach dem Zweiten Weltkrieg trat Konzett der neugegründeten Volkspartei und dem Wirtschaftsbund bei. Er war von 1948 bis 1960 lokalpolitisch als Mitglied der Stadtvertretung Feldkirch aktiv und von 1948 bis 1950 sowie von 1956 bis 1960 Mitglied des Stadtrates, wobei er zuerst Stadtrat für Bauwesen und Stadtwerke und später Stadtrat für Finanzen war. Zudem war er Vorsitzender des Verwaltungsrates der Feldkircher Stadtwerke. Auf Landesebene vertrat er als Abgeordneter des Wahlbezirkes Feldkirch die Österreichische Volkspartei vom 29. Oktober 1964 bis zum 28. Oktober 1969 im Vorarlberger Landtag. 
Innerparteilich war Konzett Mitglied der Landesparteileitung und des Landesparteirates der ÖVP Vorarlberg sowie Mitglied des Landespräsidiums und der Landesleitung des Wirtschaftsbundes Vorarlberg. Des Weiteren war er Pressereferent des Wirtschaftsbundes Vorarlberg. Er war zudem als Vorsitzender des Altherren-Landesbundes des CV aktiv, Obmann der Gemeinnützigen Wohnbaugenossenschaft Feldkirch sowie Vizepräsident und Präsident der Vorarlberger Pfadfinder.

## Privates
Lorenz Konzett wurde als Sohn des Briefträgers Josef Konzett (1874–1908) geboren. Seine Mutter war Kreszentia Konzett, geborene Winkler. Er heiratete am 22. Oktober 1936 Edith Deromedis, die aus Knittelfeld stammte, und wurde Vater zweier Töchter und eines Sohnes.

## Auszeichnungen
- Großes Ehrenzeichen der Republik Österreich (1966)
- Silbernes Ehrenzeichen des Landes Vorarlberg (1973)
- Julius-Raab-Medaille (1974)
- Ehrenring der Stadt Feldkirch (1978)

## Werke
- Der Bodenseeraum und das österreichische Bedürfnis nach der Hochrheinschiffahrt. In: Strom und See, Jg. 55, 1960, Nr. 1, S. 102–106
- Die Vorarlberger Handelskammer seit 1850. In: Montfort, Jg. 27, 1975, Heft 4, S. 491–500
- 125 Jahre Vorarlberger Handelskammer. Feldkirch 1975